# El progreso improductivo
El progreso improductivo es un libro de economía política, moral, administración y antropología cultural escrito por el ensayista mexicano Gabriel Zaid en 1979. Probablemente el libro más importante del autor, ha tenido un gran impacto en la opinión pública de México, pero muchas de sus propuestas no se han llevado a cabo.
A lo largo de este ensayo se critican las consecuencias problemáticas que trae consigo la modernización ciega (o los intentos de modernizar). Por un lado, la falta de tiempo libre en las urbes industrializadas, sobrando recursos materiales; por el otro, la falta de recursos materiales para trabajar y subsistir en el campo, sobrando tiempo.
El libro señala que el sector moderno ha ofrecido a la población pobre servicios que no son apropiados para sus necesidades ni van de acuerdo con su demanda. Esta ceguera se debe a una interpretación errada de las ideas de igualdad y progreso, en la que se pretende que todo el mundo quiere o necesita lujos como especialistas, automóviles, títulos universitarios y criadas de servicio doméstico, porque se considera erradamente que no son privilegios.

## Estructura
El ensayo se divide en tres partes, cada una con diez capítulos, aproximadamente. La primera sección es en gran parte filosófica, la segunda se enfoca en la economía y la tercera en la política.

### Límites al consumo de atención personal
Zaid señala tres límites al crecimiento de la población: el físico, el económico y la atención personal. Compara los costos necesarios para mantener un campesino y los de mantener un universitario, enfatizando que los segundos son mucho mayores. El universitario demanda atención personal especializada y costosa, mientras que el campesino se las puede arreglar consumiendo atención de otros campesinos. El problema surge cuando se le quiere dar al pobre lo que demanda el universitario. Esta situación beneficia a los proveedores de servicios pero muy poco a los supuestos beneficiarios.
Según el autor, la productividad del saber costoso es difícil de medir. No es que sea nula, sino que tiene un campo de aplicación limitado, no generalizable. El consumo de atención personal, es decir, de tiempo ajeno, normalmente no se toma en cuenta.

"Una minoría privilegiada sí puede consumir más atención personal de la que produce, pero toda la población no puede alcanzar ese imposible, por mucho que adelanten las ciencias y aumenten los impuestos. Cuando se avanza en esta dirección, se avanza a la demagogia y a la quiebra."

Después de examinar lo anterior, siguen capítulos de una prosa más poética, que aluden a las esperanzas e insatisfacciones subyacentes en las sociedades modernas. Zaid escribe sobre la distancia que existe entre la conciencia moral exigente y las capacidades prácticas reales.

“Progresar produce descontento: más insuficiencias que medios para atenderlas.”

No sólo hay ese abismo entre los deseos y la practicidad, además el tiempo para disfrutar los resultados materiales de la productividad moderna se va reduciendo hasta llegar a la situación en la que se tienen muchas cosas pero no se puede disfrutarlas por falta de tiempo.
Esta cultura del progreso se va extendiendo por todo el mundo, acabando con otras formas de vida. Aunque se aprecian las otras culturas como algo valioso, o eso se dice, no existen modelos de vida pobre que no desprecien la vida campesina, que aprovechen las ventajas económicas del campo, como el tiempo libre, el espacio libre y el aire limpio, para hacer felices a las personas en esa situación.
Después cuestiona la convención progresista de privilegiar a todos: cosa por definición imposible, ya que no se puede sacar a todos del montón. Dice: 

“No hay pirámide cuya base pueda llegar a ser la cúspide. Lo que es posible (...) es ‘igualar por abajo’: condicionar el progreso a que haya un mínimo creciente garantizado para todos.”

Finalmente desarrolla la apuesta de Pascal, invirtiéndola. Examina brevemente la cosmovisión que parte del hombre (cultura moderna) en vez de partir de Dios (cultura tradicional). También señala algunas implicaciones de la idea de que Dios no existe y de que no haya vida después de la muerte.

### ¿Qué falta en el mercado interno?
Critica lo que llama “una especie de keynesianismo vulgar” que ve el problema de los mercados pobres en la demanda y no en la oferta. Introduce entonces su argumento de que hay que cambiar la oferta, para que sea más pertinente. En el capítulo “Empleos ¿para hacer qué?” cuestiona las “visiones empleocéntricas" (derivadas de las teorías de John Maynard Keynes) en las que se considera el trabajo como algo valioso en sí mismo. Zaid nos recuerda: 

“la primera razón de ser del empleo es que se ocupe en lo que hace falta.”

Explica el misterio de los mercados potenciales, que son generalmente impredecibles, para reforzar la propuesta de buscar una mejor oferta hacia el sector pobre de la población. Pone doce ejemplos de pertinencia, en los que muestra que la oferta crea su propia demanda.
Posteriormente expone algunas paradojas de la productividad:
1. La productividad reduce el empleo disponible, lo cual afecta a la distribución equitativa de la riqueza. Siguiendo su crítica del empleocentrismo, señala que al darle empleo de burócrata en la ciudad a un campesino no es muy productivo y cuesta mucho dinero, entonces pregunta: “¿no sería mejor pagarle para que se quedara a perder el tiempo en el campo?”
2. Cuando aumenta la productividad, las personas citadinas preferimos generar más dinero que tener más tiempo libre.
3. El gobierno busca al mismo tiempo aumentar la productividad y el empleo, cosa contradictoria.
4. Las medidas para favorecer a los consumidores pobres, bajando precios, afectan negativamente a los pequeños empresarios y positivamente a las grandes empresas. En sentido contrario, si se busca ayudar a los pequeños empresarios, se perjudica al consumidor, favoreciendo de nuevo a las grandes empresas. La excepción a este problema está en los servicios de atención personal, que no tienen economías de escala.
5. Subir precios de los productos agrícolas perjudica a los campesinos que producen muy poco, lo cual consumen ellos mismos, cuando hay.
6. Se pretende que los campesinos se vuelvan agricultores comerciales modernos o evitar la prosperidad de quienes ya lo son. El autor propone apoyar la agricultura doméstica y la producción campesina de cosas que aprovechan la mano de obra, como las maquilas y la ropa.
7. Los costos de la administración pública se registran como aumento del producto nacional bruto.

Finalmente, Gabriel Zaid propone tomar en cuenta la satisfacción como parte de la medición económica, invertir tiempo en la organización propia a pequeña escala e intercambiar medios de producción por las cosas producidas con los mismos, aprovechando el capital humano, social y físico de los productores rústicos.
“Deseconomías de las pirámides” dice que las llamadas "deseconomías de escala" son la misma cosa que la ley de rendimientos decrecientes, pero se les llama diferente por la moda de los teóricos. Argumenta que el especialismo es costoso y muchas veces innecesario. Viable aunque ineficiente, funciona en las situaciones de muchas operaciones iguales mas no en la economía doméstica.
Zaid defiende la economía de subsistencia, explicando que la división del trabajo no siempre es más eficiente, abogando por la descentralización.
Luego señala que el intercambio entre el mercado moderno y el pobre no es igualitario. Pone como ejemplo a los artesanos, que venden productos que cuestan mucho tiempo a un bajo precio, a diferencia del sector moderno, que puede hacer cosas similares en muy poco tiempo y que acaba desplazando a las artesanías. Su propuesta para un mercado igualitario es favorecer los satisfactores básicos, los que se puedan producir en casa, los baratos respecto a la satisfacción, los medios de producción autosuficiente y la oferta pertinente, por ejemplo, dinero en efectivo repartido.
Al final de la segunda sección, después de distinguir entre “la lógica del empleo en lo que sea” y la del consumo básico, defiende el uso de tecnología existente que sea adecuada a las necesidades de los campesinos. En lugar de mandar alimentos al campo, hay que proveerlo de máquinas sencillas. Pone como ejemplo de error la sustitución de leche materna por leche en polvo. Pone como ejemplo de acierto el molino de nixtamal, que no es tan ineficiente como el metate, pero permite producir alimento con el maíz propio.

### Repartir en efectivo
La tercera sección comienza argumentando que los impuestos aumentan la desigualdad. El problema es que el Estado ofrece bienes y servicios en especie, por lo tanto, hay mucha ineficiencia y corrupción. El Estado crece pero no ayuda a los pobres, porque los intereses que lo dominan vienen de otros sectores. Las cosas que ofrece el gobierno benefician, antes que nada, a los empleados de clase media. A los pobres les convendría más recibir en efectivo lo que se gasta supuestamente por su bien. Pero el Estado no hace esto porque no le conviene; su sentido y razón de ser están en que sigan existiendo desigualdades y problemas.
Sin embargo, repartir en efectivo tendría efectos inflacionarios si todavía faltara la oferta pertinente para las necesidades de los pobres. Según Zaid, hay dos tipos de inflación:

“Así como existe la inflación comúnmente reconocida, y que pudiéramos llamar diacrónica (variaciones del valor del dinero a lo largo del tiempo), hay variaciones del valor del dinero, en el mismo momento, a lo largo del espacio económico (ya sea geográfico, político o social)”.

Entonces viene la propuesta de crear un impuesto adicional para la redistribución del ingreso en efectivo y una oferta pertinente para pobres. Zaid hace ver que las dos cosas van de la mano, ya que dinero sin oferta causaría inflación. Explica que la desigualdad política no se puede eliminar, pero la económica se puede al menos reducir. La repartición se puede hacer con un costo administrativo muy bajo.
Se argumenta que incrementar los impuestos aumenta la desigualdad. Esto no se ve desde las esferas privilegiadas (o no se quiere ver). La recaudación fiscal beneficia principalmente a las grandes pirámides del sector público y del privado. Quizás en tono de sátira, se propone luego un impuesto a la mordida, para legitimarla. El capítulo se llama “Otra modesta proposición”, referencia al ensayo de Jonathan Swift.
Después se expone la idea de crear una ciencia de la mordida: la ”dexiología”. Zaid se pregunta por qué los universitarios no plasman ciertas realidades incómodas en sus trabajos académicos. Explica la dualidad entre lo oficial y lo particular, qué es la corrupción, cuándo existe la mordida y cuándo no se le llama así.

“La corrupción original, de la cual se derivan todas las demás, está en negar el ser por cuenta propia; en imponer la investidura, la representación, el teatro, el ser oficial.”

De aquí se desprende que no es tanto un asunto de idiosincrasia, como de las estructuras basadas en la compraventa de obediencia. Zaid ve en la mordida una posible modernización del patrimonialismo analizado por Max Weber, paralela a la burocracia. Hace un esbozo de cómo se podría cuantificar: por vía del personal o del mercado.
Posteriormente cuestiona las ideas políticas convencionales, contraponiendo el público y las burocracias. Enseña que en general las grandes empresas surgieron del Estado, contra la iniciativa privada (los civiles).
Lo que el ensayista llama “las fuerzas progresistas” ejercen el poder político y económico, excluyendo a los pequeños productores tradicionales. Gabriel Zaid ejemplifica con casos mexicanos la competencia entre estos grandes aparatos burocráticos.
Aventura unas “hipótesis para sociólogos” sobre los flujos de poder y dinero en el México pos-revolucionario hacia lo que llama la nueva burguesía y la nueva clase, destacando después los posteriores a 1968, hacia los estudiantes.
Para explicar la política mexicana, señala que el Estado mexicano ha funcionado como un gran negocio; la primera empresa moderna mexicana, regida por el comercio de la lealtad, en el cual las personas han vendido su obediencia a los líderes en lugar de comprometerse con el pueblo mexicano. Los sindicatos no son simples subordinados del gobierno, son proveedores de buenas voluntades al mayoreo. Lo que Zaid llama “la alianza tripartita” se compone de las grandes empresas, el gobierno y los sindicatos. Son las grandes pirámides, prácticamente los únicos interlocutores importantes del consenso nacional.
Una de las ideas clave del libro es la siguiente: 

“Los mexicanos más pobres no son asalariados oprimidos por empresarios privilegiados: son empresarios oprimidos por asalariados privilegiados.”

  Zaid compara la situación de un empresario rústico que ahorra un capital que le rinde mucho con la de un empleado condicionado culturalmente a gastar mucho. Apunta el fenómeno de los empleados que hacen negocios particulares aprovechando los recursos de la institución en que trabajan. Esta situación de “asalariados en Cadillac” no es generalizable, como se pretende. El progresismo se utiliza por los “no tan privilegiados” para obtener poder y dinero. En una especie de meta-marxismo (que luego desarrollaría en De los libros al poder), el pensador pregunta: 

“Si un proletario que toma el poder, por ese mismo hecho, llega a tener los mismos intereses y conciencia que los poderosos, ¿cuál es la salida?”

A diferencia de los campesinos, los de en medio pueden identificarse simultáneamente con la clase superior y la inferior, buscando ascender para luchar por la justicia. Esta lucha favorece el crecimiento urbano que despilfarra el dinero a través de privilegios en forma de subsidios.
Gabriel Zaid cuenta cómo se fue formando el gobierno mexicano y cómo se hizo universitario. Los jóvenes ilustrados convencieron a los militares en el gobierno de que había que modernizar el país. El punto de partida de los universitarios en el poder es el año 1946, cuando Miguel Alemán toma posesión. Desgraciadamente, los supuestos estudiosos no son por eso más honestos, ni tienen independencia de pensamiento. No les importa la lectura en sí, sino que la practican simplemente como un medio para trepar. Señala la dicotomía de los maestros pagados por el estado: Kant la vivió criticando por su cuenta los mismos textos que lo pusieron a enseñar. Hegel en cambio, identificó al poder con la Razón e incluso lo usó para expulsar a sus opositores.
Al final se hace referencia al 18 Brumario de Luis Bonaparte y al libro de Karl Marx sobre éste. El tema es la contradicción de las revoluciones que acaban sometiendo a la sociedad. Cita y hace un análisis literario del Diálogo en el infierno entre Maquiavelo y Montesquieu, de Maurice Joly. De estos dos libros parte para criticar la demagogia progresista de Luis Echeverría. Luego compara el régimen de éste con el de Miguel Alemán. Finalmente critica a toda la clase universitaria:

“La parodia progresista de Luis Echeverría no hizo más que llevar al escenario de la presidencia lo que está en la base: el cantinflismo universitario, la ilusión de que progresar consiste, no en hacernos responsables de lo que está en nuestro poder, sino en usarlo para obtener más poder hacia la cúspide, donde el Señor reparte la lluvia y el sol.”

## Recepción
Octavio Paz recomendó varias veces el libro. Dijo que "merece ser leído y estudiado por todos". No sólo "ataca por igual los dogmas del neocapitalismo y los del (pseudo) socialismo". Propone "un modelo de desarrollo diferente". En un programa de televisión, volvió a promover el ensayo.
El editor anarquista Ricardo Mestre una vez le hizo una llamada telefónica a Gabriel Zaid para comentarle la resonancia anarquista en el libro y terminó espetándole “Eres un anarquista sin saberlo” antes de colgar.
Ramón Xirau escribió:
"(...) Zaid, no solamente criticaba. Tenía en cuenta una idea de un progreso posible siempre que éste fuera realista; de ahí que su obra, vista por algunos como utópica, no lo sea. Este progreso, a veces de
apariencia modesta, haría posible el desarrollo de la nación, la comunidad, la persona. (...)"
El historiador Enrique Krauze ha elogiado el libro numerosas veces. Dice que no sólo lo convenció, sino que lo convirtió. En 2004 escribió: “Aunque muy comentada y admirada en su momento, esta obra no tuvo la recepción que merecía. Se trata, no me cabe duda, de uno de los libros fundamentales del siglo XX en México. Si las ideas contenidas en él se hubiesen aplicado a tiempo, el éxodo rural (a las ciudades y a Estados Unidos) habría sido menor.” En 2014 declaró que Zaid es “un clásico vivo”.
Mauricio Tenorio escribió: “Releer El progreso improductivo en 2004 produce todo, menos indiferencia.“ y también: “¿Y ahora, en los años 2000? Aquí y allá Zaid va dando señas de cómo
será El progreso improductivo para los nuevos escenarios, pero es el libro que aún
nos debe. Que Zaid nos dé ideas, de esas grandes y pequeñas que él arma. De
otra manera, parece que a los dragones que combate Zaid les crecen cabezas cada
vez que los degüella…”
Según Eduardo Mejía, antologista de Zaid, el libro “en su tiempo fue tildado de reaccionario”.
En 2005 se llevó a cabo un concurso de ensayo sobre el ensayista, cuyos escritos ganadores se publicaron en el libro "Zaid a debate". En él aparecen las siguientes tres opiniones sobre El progreso improductivo:

“(...) con sentido común, claridad y erudición, hace una crítica a la fe ciega en el progreso impulsada por nuevos cárteles de letrados.”
Armando González Torres, Instantáneas para un perfil

“(...) es obvio que en la imaginación crítica de Gabriel Zaid pocas cosas resultan más ajenas que el sueño utópico.”
David Medina Portillo, La claridad subversiva

“¿Qué otra cosa pretende un libro como El progreso improductivo si no el reconocimiento de lo palpable?”
Francisco Payró, La radical marginalidad...

Humberto Beck escribió:
"La excepcionalidad de Zaid radica en que, en vez de llegar a un desenlace teórico y solipsista o a una lectura apasionada de la especificidad mexicana, su obra plantea un ejercicio de autoconciencia nacional que se desdobla en un programa práctico de progreso."
Jesús Silva-Herzog Márquez escribió:
"El progreso improductivo, quizás el ensayo fundamental de Zaid, cumple treinta años. Se publicó en 1979 en alguno de los delirios de la grandeza mexicana y sigue siendo, en el más reciente episodio de la decepción nacional, un texto filoso y eficaz. Se escribió en un país distinto, bajo otro régimen político y otra ortodoxia económica y, sin embargo, conserva su punta y su hondura. ¿Qué es? Un ensayo de economía heterodoxa, una antropología de supersticiones contemporáneas, un alegato democrático, un ejercicio de melancolía ilustrada, un esbozo de filosofía histórica, una colección de geniales ensayos satíricos. El testimonio de un pensador que piensa fuera de las cajas, que no evade las conclusiones de su razón, que respeta sus hallazgos."
En agosto de 2013 se llevó a cabo una encuesta a escritores de la revista Letras Libres sobre cuáles consideraban los 10 libros más influyentes de nuestro tiempo. Dos de ellos (Enrique Krauze y Julio Hubard) anotaron El progreso improductivo en sus listas.